# Guerra dels Trenta Anys
La guerra dels Trenta Anys (1618 - 1648) fou un conflicte europeu que modificà contínuament les fronteres de nombrosos estats i que es prolongà entre França i la monarquia hispànica fins al 1659. Es considera un dels conflictes més mortífers de l'edat moderna.

## Causes de la guerra
La Reforma Protestant fou una sèrie de moviments religiosos que van sorgir el segle xvi, amb la intenció de renovar l'Església Catòlica a l'Europa Occidental. Tot i que la intenció inicial era la renovació, els moviments van acabar amb l'escissió dels grups reformistes i amb l'establiment de noves institucions, principalment, el luteranisme, el calvinisme i l'anabaptisme. La crisi del protestantisme s'allargà fins a principis del segle xvii.
L'emperador Rodolf II va ser educat en la cort espanyola i en el seu castell de Praga, on va traslladar la cort i on va viure envoltat d'alquimistes i astrònoms, com Johanes Kepler, lliurant les tasques de govern als funcionaris de la cort. Sense descendència, va deixar el govern de l'Arxiducat d'Àustria al seu germà Mateu, el forjador de la Contrareforma, que es va anar fent amb tot el poder a poc a poc.
Els hongaresos es revoltaren a Hongria i Bohèmia contra Rodolf II amb el suport de l'Imperi Otomà, i aquest va demanar al seu germà que signés el Tractat de Viena el 1606, cosa que va suposar l'augment de poder de la noblesa hongaresa i la llibertat de culte en l'Hongria protestant. Els càrrecs públics i el control de les finances deixaren d'estar en mans dels alemanys, i els nobles aconseguiren una legislació anticamperola i una submissió total dels camperols. Després de la signatura de pau, Mateu va aconseguir el 1608 que la Dieta destituís Rodolf com a rei, per ser-ho ell. Rodolf II va ser obligat a cedir Hongria, Àustria i Moràvia i les terres austríaques, tot i que conservava Bohèmia, l'Alta i la Baixa Lusàcia i Silèsia al seu germà Mateu.
La petita ciutat de Donauwörth es rebel·là el 1608 i es produïren enfrontaments entre catòlics i protestants fins que el Maximilià I de Baviera entrà a la ciutat amb les seves tropes i hi restablí el culte catòlic. En aquest mateix any es va celebrar a Ratisbona la Dieta General per a recaptar diners, car l'imperi s'havia vist minvat amb tantes revoltes, i els protestants es negaren a donar diners i abandonaren la Dieta. Dies després els sis prínceps protestants signaran la Unió Protestant, liderada per Frederic V, Príncep elector del Palatinat. Enfront de la Lliga protestant es va crear la lliga catòlica, liderada per Maximilià I, elector de Baviera.
Buscant el suport dels txecs va concedir la Carta de Majestat el 1609 per la qual el rei dona una sèrie de concessions com llibertat religiosa, càrrecs públics per als bohemis, control de les finances i legislar que la Dieta podrà reclutar tropes i declarar la guerra. A més en les terres de la corona es podien edificar esglésies protestants. Perquè això es complís es va crear una comissió permanent de la Dieta per a fer complir la Carta de Majestat. Sis mesos abans de morir Rodolf, Mateu envià Leopold V d'Habsburg amb un exèrcit i va ocupar part de Praga el 1611, i li arrabassà la corona de Bohèmia, tot i que els prínceps electors van evitar que Mateu fos declarat emperador i Rodolf va haver d'abandonar el país el maig per morir el gener de 1612.

## Transcurs de la guerra

### Revolta de Bohèmia

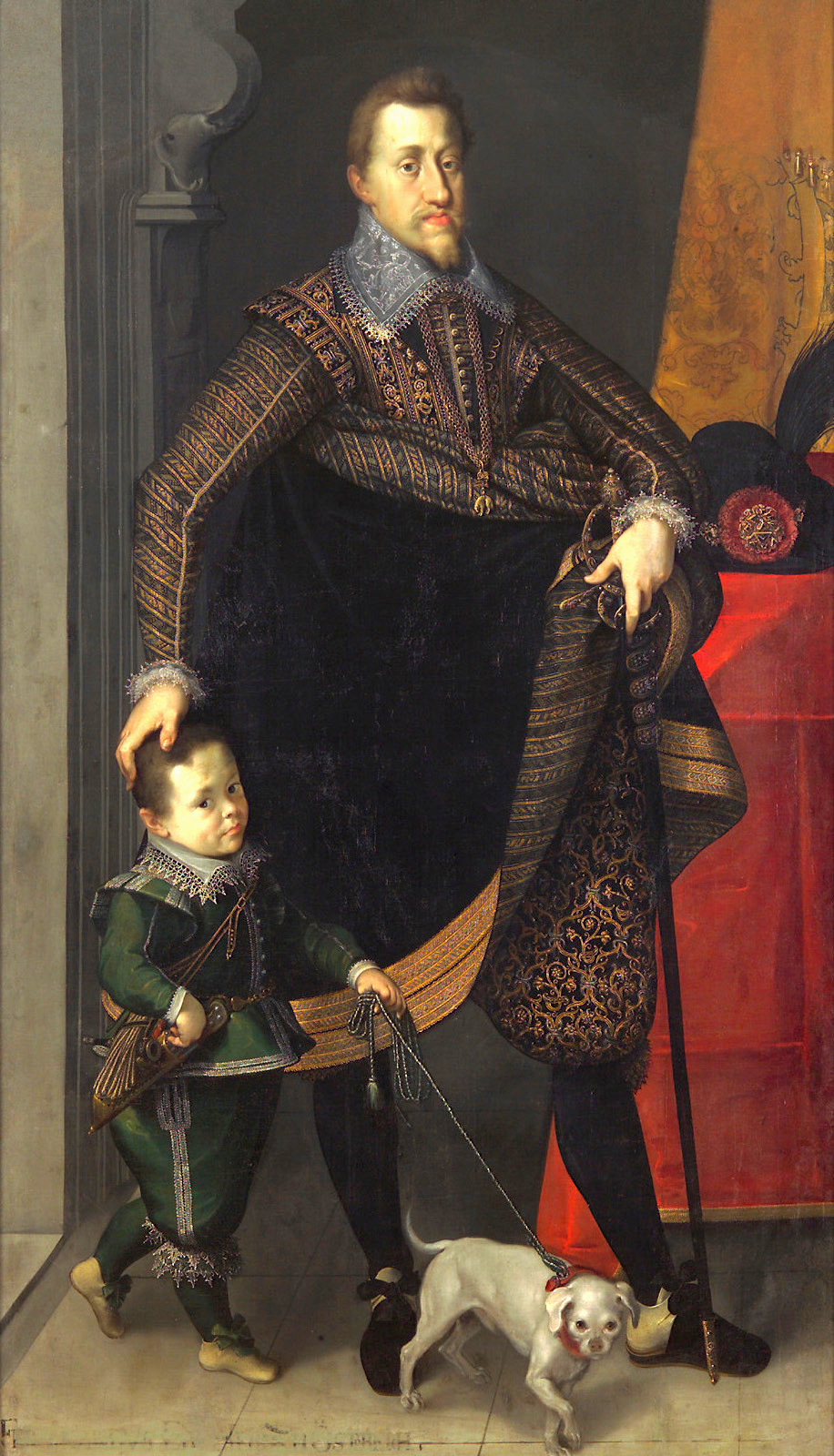
Ferran II, Sacre emperador romà i rei de Bohèmia. La seva intolerància de la causa protestant va ser la primera causa de la guerra

Mateu I tancà la cort de Praga, on deixà un consell format per 10 representants, dels quals 7 d'ells eren catòlics, i la traslladà a Viena, limitant l'autonomia de Praga i posant més funcionaris alemanys. Però el que més molestà als bohemis fou que el rei deixés terreny als catòlics per construir-ne esglésies. La comissió permanent de la Dieta va enviar delegats a Viena, però Mateu no els va fer cas i a Praga els deu representants del Consell insistiren a dissoldre la comissió de la Dieta. Ferran, fill de Carles II d'Àustria Interior, educat pels jesuïtes, fou un dels més ferms partidaris de la contrareforma antiprotestant i un dels caps de la lliga alemanya catòlica que suprimí tota mostra de fe no catòlica als seus territoris des que en 1617 va ser escollit rei de Bohèmia i el 1618 rei d'Hongria. El nombre relativament gran de protestants en el regne, incloent alguns dels nobles aviat va provocar la revolta de Bohèmia
En 1618 la destrucció de dues esglésies protestants, ordenada pels representants de l'emperador a Praga, va provocar la rebel·lió dels nobles txecs, que s'apoderaren del Palau Reial i va tenir lloc la defenestració de Praga, en la qual dos ministres imperials i el seu secretari van ser llançats per una finestra del palau, tot i que sense greus danys per a ells. Després els nobles revoltats es van apoderar de la ciutat amb el suport de la població, van expulsar els jesuïtes i van iniciar converses amb l'emperador amb la intenció de salvaguardar els seus privilegis. Després de la revolta de Praga, van seguir mesos de tibants negociacions i preparatius militars entre els nobles txecs i el vell emperador Mateu. La mort d'aquest va precipitar els esdeveniments. La revolta txeca passà de ser un incident local a convertir-se en un problema que va aixecar en armes tot Europa: la guerra dels Trenta Anys va començar el 1618.
Els territoris que formaven la corona de Bohèmia van constituir una confederació que trià com rei a Frederic V, elector del Palatinat del Rin, calvinista i líder de la Unió Protestant, cosa que suposava incomplir els pactes a què s'havien arribat dos anys abans quan els nobles txecs van acceptar Ferran com a successor del difunt Mateu, i aquest es disposà a recuperar l'autoritat sobre Àustria i Bohèmia. Els bohemis buscaran l'ajut dels enemics tradicionals dels Habsburg: les Províncies Unides, la República de Venècia i Hongria, però només van trobar el suport de l'Electorat del Palatinat, i la participació en la revolta va suposar que el 1621 l'escó de l'elector palatí fos conferit al duc de Baviera, el cap d'una branca menor de la seva família.
L'emperador, que va prometre que les terres secularitzades no serien reclamades, comptava amb el suport dels membres de la lliga alemanya catòlica i de la seva poderosa dinastia, de la qual formava part Felip III de Castella. La monarquia hispànica actuà com a aliada de l'imperi en defensa de la fe catòlica i per a demostrar que tenia un lloc destacat a Europa, i per ordre de Felip III de Castella, els Terços de Flandes, a les ordres d'Ambrosi Spinola, van envair el Palatinat. Les Províncies Unides no van prendre part en el conflicte per a no trencar la Treva dels Dotze Anys que havia signat amb Espanya el 1609 per interrompre temporalment la guerra dels Vuitanta Anys, però quan aquesta va concloure un canvi de poder en les Províncies Unides va propiciar que Holanda reprengués la guerra contra Espanya.
Al mateix temps que els Terços de Spinola provinents de Flandes envaïen el Baix Palatinat, altres dos contingents de tropes obrien dos fronts, un a Lusàcia i altre al sud de Bohèmia, intentant obrir-se camí cap a Praga. En la batalla de la Muntanya Blanca, el novembre de 1620, les tropes imperials van obtenir una ràpida victòria sobre l'exèrcit del rei de Bohèmia, que va fugir davant l'atac enemic. Les conseqüències de la victòria imperial foren molt importants: els nobles txecs a més de perdre els seus privilegis polítics i part de les seves possessions van sofrir una dura repressió, ja que calvinistes i luterans foren obligats a abjurar de la seva fe o exiliar-se i els territoris de la Corona de Bohèmia van passar a la Casa d'Àustria. Espanya, a canvi de la seva ajuda, va obtenir una part del Palatinat i ocupà la Valtellina, al Camí dels espanyols entre les possessions italianes i els territoris d'Àustria, a través de Suïssa.

### Intervenció danesa

Campanyes de la Guerra dels Trenta Anys

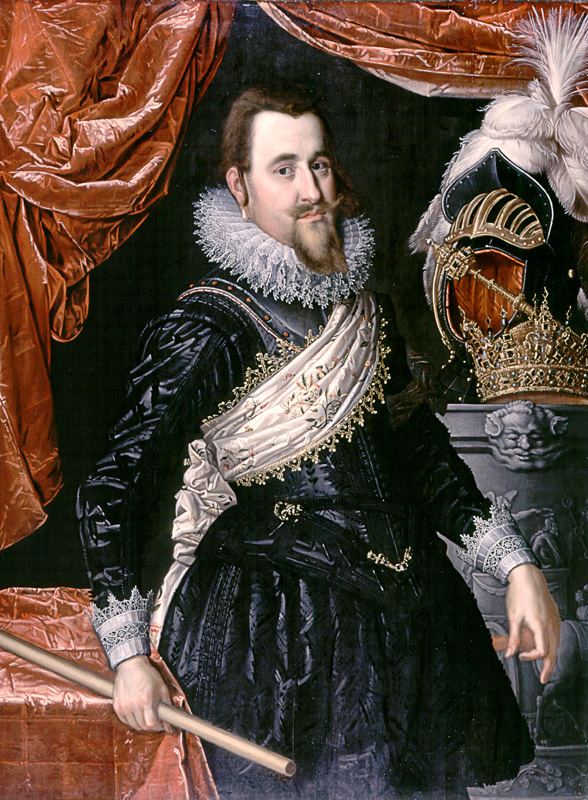
El rei Cristià IV de Dinamarca, general de l'exèrcit luterà

L'aliança entre els Habsburg alemanys i els Habsburg hispànics, la Lliga Catòlica, va provocar l'aliança de tots els seus potencials enemics i rivals a Europa: el Regne de Suècia i el seu rei Gustau II Adolf, el Regne de Dinamarca amb Cristià IV, les Províncies Unides dels Països Baixos i, sobretot, el Regne de França amb Lluís XIII. El primer capdavanter protestant, Frederic del Palatinat, voldrà ocupar les terres ocupades pels hongaresos i hispànics, a més de recuperar el títol d'elector; no ho aconseguirà i la seva dinastia desapareixerà amb ell. El segon capdavanter protestant, Cristià IV de Dinamarca, que també era un rei elector (duc de Holstein), s'avançà al rei de Regne de Suècia per temor que aquest dominés el mar Bàltic després de la guerra i feu participar el seu regne en la guerra contradient les opinions dels seus nobles.
El Regne de Suècia i el de Dinamarca ja s'havien enfrontat en la guerra de Kalmar pel domini del Bàltic, en què els danesos van ser els guanyadors, i els suecs van haver de pagar uns imposts duaners. Els danesos van entrar en un mal moment en la guerra, ja que l'emperador Ferran va aconseguir un exèrcit de 30.000 soldats, i al comandament de les tropes imperials hi situà un noble catòlic de Bohèmia, Albrecht von Wallenstein, a més de comptar amb l'exèrcit hispànic i el de Baviera. L'exèrcit de Wallestein era molt nombrós, saquejava i robava tant en els territoris enemics com en els amics i, a més, cobrava impostos, i els mateixos catòlics n'estaven farts.
Mentre l'emperador Ferran estava ocupat amb la invasió danesa, les Províncies Unides van passar a l'ofensiva gràcies al tractat de subvencions de 1624 pel qual va rebre el suport financer de França i el tractat de Southampton de 1625, que va fer entrar al Regne Unit en guerra amb Espanya. Frederic Enric d'Orange-Nassau i el seu cosí Ernest Casimir, que havia succeït el seu germà difunt Willem Lodewijk el 1620, van decidir el 1626 conquerir Oldenzaal perquè Twente ja no pogués ser cremat, i el 1627 va conquerir Groenlo, i com que Espanya no va poder fer front a les seves obligacions de pagament, va fer fallida.
La batalla de Lutter de 1626 va ser un desastre per als protestants; els catòlics acabaran per entrar en el Regne de Dinamarca i s'apoderaran dels regnes independents de Mecklenburg, la Pomerània i Jutlàndia. Els imperials no van marxar d'aquesta zona fins que no se signà el Tractat de Lübeck de 1629. A Cristià IV li va costar recuperar les seves possessions, ja que va haver de pagar un gran impost de guerra. Aquesta multa suposà l'endeutament del país, a més de la pèrdua de prestigi de Dinamarca en la seva intenció de dominar el Bàltic. Signat el Tractat de Lübeck, l'emperador disposava de tropes i proporcionà un exèrcit liderat per Ernesto Montecuccoli, i els exèrcits reial i imperial van creuar l'IJssel, però sense aixecar el setge de 's-Hertogenbosch que havien iniciat els republicans, i després de la sobtada captura de Wesel els exèrcits reial i imperial es van retirar.
La victòria de l'emperador Ferran sobre Cristià IV de Dinamarca serà total, tot i que començarà tot un seguit de victòries dels protestants a nivell intern. Hi haurà una violenta recatolització per part de l'emperador. En el 1629 l'Edicte de Restitució suposà una dura repressió a la població protestant i la devolució a l'Església de tots els territoris que havien passat a poder dels protestants a partir de l'edicte de Nassau (1552). Aquest edicte serà el gran error de l'emperador, ja que posarà en peu de guerra els principats alemanys més importants.

### Intervenció sueca
Gustau II Adolf de Suècia, una potència en ascens al Bàltic que acabava de derrotar la Confederació de Polònia i Lituània, tenia la mirada posada en Pomerània i era desfavorable que el poder catòlic s'instal·lés al nord d'Alemanya, i pel tractat de Bärwald de 1631 es va comprometre a intervenir a Alemanya a canvi que França pagués 400.000 corones anuals, i també es va concloure un tractat secret entre França i Baviera per garantir mútuament les seves possessions al Rin. Els suecs havien de respectar la fe catòlica i la independència de Baviera.
A finals de gener, Gustau Adolf va envair Pomerània i Mecklenburg. En aquest moment els prínceps alemanys estan molt afectats econòmicament i Ferran III continuava amb la seva línia dura. L'emperador convocà una reunió amb els prínceps electors catòlics per demanar més diners per a l'exèrcit, la guerra i el suport a l'Edicte de Restitució. Aconseguí mantenir l'edicte però no diners per l'exèrcit, i el pressupost d'Albrecht von Wallenstein quedà reduït a una quarta part. La intervenció de Suècia va fer que l'emperador s'espantés i cregués que havia de rebaixar la tensió.
Polònia era catòlica i el seu cap era parent de l'emperador, a més els Habsburg no volien que Suècia aconseguís el Bàltic. Al segle xvi Segimon III de la dinastia Vasa, rei de Polònia i Suècia, es trobà amb una conspiració. Carles, oncle de Segimon i pare de Gustau II Adolf es proclamà rei de Suècia, amb aliats a Stradsurd, una ciutat amb 15.000 habitants; el duc de Mecklemburg i altres ducats petits amb problemes successoris donen suport a Suècia per aconseguir terres. D'altres se sentien amenaçats, com Magdeburg, que estava interessada en els ports de la part polonesa i prussiana, i va fer costat a Suècia.
Gustau Adolf evità lluitar contra l'exèrcit de Tilly; per tal de privar-lo de la iniciativa, avançà cap a Brandenburg i capturà Frankfurt de l'Oder i Küstrin, defensades per guarnicions imperials; i aquest, per forçar l'adversari a la batalla, va saquejar la ciutat protestant de Magdeburg, on hi havia estacionada una guarnició sueca, i la ciutat quedà reduïda a ruïnes. Tilly es va retirar cap a Turíngia; va devastar Saxònia, que es va unir als suecs i s'enfrontà a Gustau Adolf el 17 de setembre en la batalla de Breitenfield, la primera victòria en què Baviera perdé gran part de l'exèrcit i tota l'artilleria. Gustau Adolf va conquerir gran part del nord i centre d'Alemanya i continuà avançant cap al sud empenyent els imperials i la Lliga Catòlica a Westfàlia, Baviera i Àustria. La major part de l'exèrcit suec hivernà al voltant de Magúncia, on Gustau Adolf havia establert el quarter general, mentre el general Horn conqueria diversos llocs de Francònia, però fou derrotat a Bamberg. Els suecs es dirigiren cap a Múnic, que destruïren el 1632, mentre als Països Baixos, Frederic Enric d'Orange-Nassau capturà Roermond i Venlo, i l'exèrcit del Palatinat, reforçat per Gonzalo Fernández de Córdoba, que va tornar a dirigir-lo, i un exèrcit imperial liderat per Gottfried Heinrich Graf zu Pappenheim que va venir al rescat no van poder evitar que Maastricht també fos presa.
Entre 1632 i 1635 Baviera resta ocupada pels suecs, que intenten un acostament a Viena però no arriben a assetjar-la; la causa imperial està realment molt tocada, sobretot per la guerra amb els Països Baixos. Els imperials llavors tornaren a cridar Wallenstein, a qui donaren plens poders, i envaí Saxònia: Gustau II Adolf mor en la batalla de Lützen i és succeït per Cristina de Suècia amb uns objectius menors de no marxar de l'enclavament del Bàltic i quedar-se els ports de Prússia i Pomerània. Les forces imperials es van reforçar i Wallenstein conspirà per canviar de bàndol a canvi del tron de Bohèmia, i obrí converses amb França i Suècia. En saber-ho, l'emperador va ordenar arrestar-lo amb el càrrec d'alta traïció, i de camí a Eger, on s'havia d'unir als suecs, fou capturat i mort el 25 de febrer de 1634.
L'emperador posà l'exèrcit en mans del seu fill Ferran, reforçat amb l'exèrcit espanyol de Ferran d'Àustria, que el comandava des de la mort de Gómez Suárez de Figueroa, el duc de Feria, i aconseguí la victòria en la batalla de Nördlingen el 1634, que serví per pactar condicions més favorables amb els protestants moderats i fer fora els suecs. La Pau de Praga el 1635 aconseguí un pacte amb la majoria d'estats protestants amb la cessió de Lusàcia a Saxònia, però la guerra continuà a causa de la intervenció en terrenys alemanys d'Espanya, Suècia i França. El 1648, en la que seria l'última acció bèl·lica de la guerra, la ciutat de Praga fou saquejada pels suecs, i molts dels tresors de les col·leccions de Rodolf II se'ls emportaren a Suècia.

### Intervenció francesa

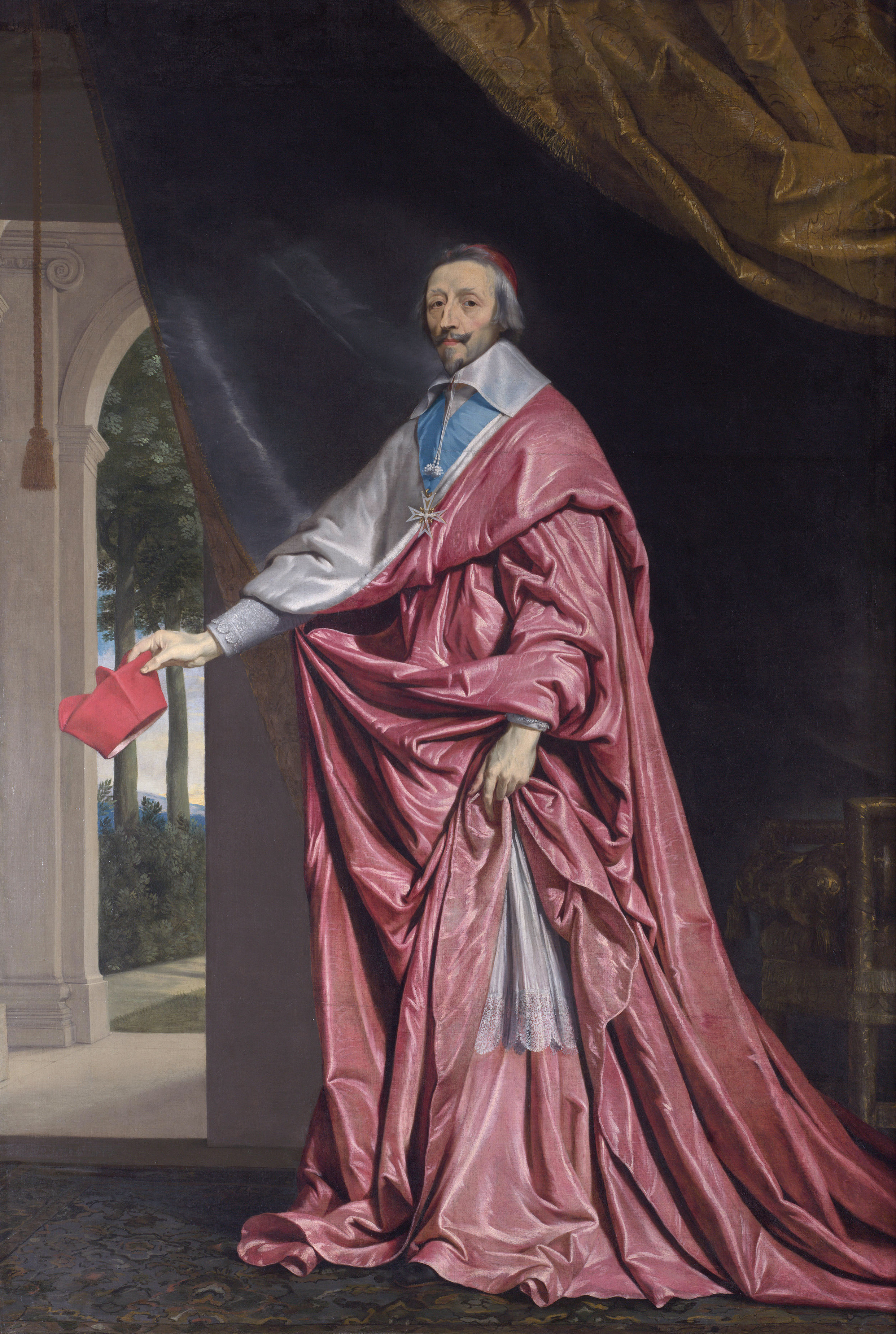
Encara que era catòlic, el cardenal Richelieu va aliar els francesos amb els protestants

Encara que França era un país majoritàriament catòlic (a excepció dels hugonots, per exemple), era un rival del Sacre Imperi Romanogermànic i d'Espanya, i entrà en la guerra al costat protestant. El cardenal Richelieu, ministre en cap del rei Lluís XIII de França, trobava que els Habsburg eren massa poderosos, ja que dominaven una sèrie de territoris a l'est de la frontera francesa i tenien influència sobre les Províncies Unides, de tal manera que la seva àrea d'influència rodejava França.
França s'alià amb els holandesos i Suècia; atacà Les Avins i prengué la Valtellina, tallà la connexió entre el Milanesat i l'imperi, i el 1635 va emprendre una campanya conjunta amb la República, fusionant els dos exèrcits a Maastricht per crear una força de 50.000 soldats per prendre Brussel·les i resoldre la guerra d'un cop. Tienen va ser presa i saquejada, però l'exèrcit, en territori enemic, tenia problemes de subministrament, i l'exèrcit francès estava mal pagat i indisciplinat. A causa d'aquests problemes i de la notícia que les tropes auxiliars de l'imperi sota el comandament d'Ottavio Piccolomini estaven en marxa, es va haver d'aixecar el setge de Lovaina. A més, els soldats espanyols van prendre Schenkenschans a Gelderland i les ciutats properes de Kleve, Goch, Kalkar, Kranenburg i Gennep, que asseguraven la connexió de Schenkenschans amb Valkenburg i Limburg, aïllant Maastricht. Felip IV i Olivares es van mostrar entusiasmats amb el resultat i convençuts que amb els Schenkenschan a les seves mans la guerra es podria fer al cor de la República. El cardenal-infant va rebre l'ordre de mantenir la plaça a tota costa. Frederic Enric d'Orange-Nassau, conscient del perill, es va dirigir al reducte i el bloquejà tot l'hivern, i l'abril de 1636 va ser recuperada després d'un fort bombardeig.
Després de ser derrotat per Carles IV de Lorena i Matthias Gallas al Rin, Alsàcia i Lorena, els exèrcits francesos es van mantenir centrats en la defensa, i la seva reconquesta. La recuperació del Franc Comtat, confiada a Enric II de Borbó-Condé i Charles de La Porte, esdevingué una prioritat absoluta per al cardenal Richelieu mentre l'emperador projectava una invasió de l'est de França comandada per Matthias Gallas, però com que els problemes logístics i financers van disminuir la seva força, proposà una invasió conjunta amb el cardenal-infant, que Felip IV d'Espanya i Olivares van posar a prova ràpidament. 40.000 soldats comandats pel cardenal-infant, Piccolomini, Carles IV de Lorena i el general Johann von Werth van creuar el Somme amenaçant Amiens i causant el pànic a París. Bernhard de Weimar-Saxònia derrotà els imperials en la batalla de Compiègne, fent retirar Gallas i l'atac de Felip IV no va reïxir. Ferran d'Àustria no va poder mantenir la seva empenta i ell també es va allunyar de París.
França es va veure atacada per tres fronts simultàniament: Ferran III del Sacre Imperi Romanogermànic atacà per la Picardia i destruí Xampanya i Borgonya, mentre un exèrcit imperial comandat per Matthias Gallas atacava pels Vosges i Felip IV de Castella atacava pel sud, i les illes Lerins, que havien de servir com a base d'operacions per atacar la costa de Provença.
El 1637 la flota francesa va atacar Oristany i recuperà les illes Lerins.
Ferran III s'enfrontava a una posició militar deteriorada. Encara que Matthias Gallas i el principal exèrcit imperial havien forçat Johan Banér a tornar al Bàltic, el març de 1638, Bernard de Saxònia-Weimar va destruir un exèrcit imperial a la batalla de Rheinfelden, i la captura de Breisach al desembre va assegurar el control francès d'Alsàcia i tallant el camí dels espanyols, obligant Gallas a desviar-hi recursos. Encara que Melchior von Hatzfeldt va derrotar una força combinada sueco-alemanya a la batalla de Vlotho a l'octubre, la manca de subministraments va obligar Gallas a retirar-se del Bàltic. L'abril de 1639, Banér va derrotar els saxons a la batalla de Chemnitz i va entrar a Bohèmia al maig i Ferran va haver de retirar l'exèrcit de Ottavio Piccolomini després d'alliberar Thionville, posant fi a la cooperació militar directa entre Àustria i Espanya, i la pressió per fer la pau va augmentar sobre Olivares sobretot després que les victòries franceses i sueques tallessin el camí dels espanyols, obligant a Madrid a abastir els exèrcits de Flandes per mar i la flota holandesa sota el comandament de Maarten Harpertszoon Tromp va obtenir una victòria important a la batalla de les Dunes l'octubre de 1639.
Un exèrcit francès conduït per Charles de Schomberg, i Enric II de Borbó-Condé va prendre Salses en juliol de 1639, que fou recuperada per Dalmau III de Queralt, que va decretar un edicte de sometent general, el 6 de gener de 1640. Després de la caiguda de Salses en mans franceses s'ordenà la mobilització catalana, amb un rebuig total, i Olivares va manar que es prescindís de les Constitucions catalanes. La Diputació del General, el Consell de Cent i altres institucions mantingueren una tropa equipada i sostinguda d'uns 12.000 catalans durant el 1639: Terços de la Diputació, Ciutat de Barcelona, Duc de Cardona, Marquès de Aytona, 1r Provincial (Mestre de Camp Lluís de Peguera), 2n Provincial (Mestre de Camp Josep de Rocabertí), 3r Provincial (Mestre de Camp Gabriel de Llupià), 4t Provincial (Mestre de Camp Ramón Xammar) i 5e provincial (Mestre de Camp Agustí de Guilla), amb les companyies de cavalleria de Bernard Oms, Melcior Gallart, Alfons Gastany, Joan de Pelaynich i Lluís Sitjà. Finalment es va aconseguir la reconquesta del castell de Salses i la resta del Rosselló a principis del 1640, cosa que fa pensar que en realitat hi foren destinats més de 20.000 homes. Els rossellonesos alçaren el sometent per tal d'ajudar les tropes reials. Molts hi moriren a causa, principalment, de malalties com la pesta
La victòria francesa a la batalla de Kempen el gener de 1642 va ser seguida per la una nova victòria a Breitenfeld a l'octubre de 1642, en la que el mariscal suec Lennart Torstenson va causar gairebé 10.000 baixes a un exèrcit imperial liderat per l'arxiduc Leopold Guillem d'Àustria. La captura de Leipzig al desembre va donar als suecs una nova base important a Alemanya, i malgrat el seu fracàs per capturar Freiberg, el 1643 l'exèrcit saxó s'havia reduït a unes quantes guarnicions aïllades. Tot i que Ferran va acceptar que una solució militar ja no era possible, lluitava continuava amb l'esperança d'evitar que els Estats Imperials negociessin la pau amb França i Suècia, preservant així la seva autoritat permetent-li representar l'Imperi en el seu conjunt, i això va semblar possible quan Richelieu va morir el desembre de 1642 i Lluís XIII el maig de 1643, deixant com a rei el seu fill Lluís, de cinc anys. Tanmateix, la política francesa es va mantenir sense canvis sota el seu successor, el cardenal Mazzarino, i els guanys a Alsàcia van permetre als francesos centrar-se en la guerra contra Espanya. El 1643, l'exèrcit de Flandesde Felip IV de Castella, que també plantava cara a la península a la rebel·lió de Catalunya coneguda com la Guerra dels Segadors, van envair el nord de França amb l'esperança d'alleujar la pressió sobre els seus exèrcits en altres fronts, però va ser derrotat decisivament per Lluís II de Borbó-Condé a la batalla de Rocroi el 19 de maig acabant amb qualsevol perspectiva de reobrir camí dels espanyols, i Madrid finalment va acceptar que la guerra contra els holandesos no es podia guanyar. Tanmateix, Condé no va poder aprofitar plenament la seva victòria per les dificultats de provisionament i per la derrota de Josias von Rantzau a mans d'una força imperial-bavaresa liderada per Franz von Mercy a la batalla de Tuttlingen al novembre i que va provocar la pèrdua dels territoris guanyats en cinc anys. El 1643 la flota castellana fou destruïda en la batalla naval de Cartagena, que va comportar la dominació francesa de les costes occidentals del Mediterrani.
En 1643 Torstenson va envair Moràvia. Poc després de la seva derrota a Rocroi, Ferran va convidar Suècia i França a assistir a les converses de pau a les ciutats de Münster i Osnabrück a Westfàlia, però aquestes negociacions es van retardar quan Cristià IV de Dinamarca va bloquejar Hamburg i va augmentar els pagaments dels drets del Sund al Bàltic afectant greument les economies holandesa i sueca, provocant que el desembre de 1643 esclatés la guerra de Torstenson quan els suecs van envair Jutlàndia amb suport naval holandès i Torstenson va haver d'acudir al nord per contrarestar l'imprevist atac dut a terme per Dinamarca en els dominis suecs. Ferran va reunir un exèrcit imperial comandat per Matthias Gallas per atacar els suecs per la rereguarda, però Torstensson va deixar Carl Gustaf Wrangel per acabar la guerra a Dinamarca i va marxar contra l'Imperi el maig de 1644 sense que Gallas pogués aturar-lo. Malgrat les dificultats causades pel predomini marítim de la flota danesa, Torstenson, amb la seva fulminant intervenció, va paralitzar de fet les forces terrestres daneses, i obligà al rei Cristià IV de Dinamarca a signar el tractat de Brömsebro després de la seva derrota a la batalla de Fehmarn l'octubre de 1644, avantatjós per a Suècia.
L'agost de 1644, els exèrcits francesos i bavaresos es van trobar en la batalla de Freiburg en la qual ambdós bàndols van patir nombroses baixes. Convençut que la guerra ja no es podia guanyar, Maximilià I de Baviera va pressionar Ferran perquè acabés amb el conflicte. Poc després que les converses de pau es reiniciessin al novembre, l'exèrcit imperial de Gallas es va desintegrar i les restes es van retirar a Bohèmia, on van ser dispersats per Torstensson a la batalla de Jankov, prop de Praga el març de 1645. Al maig, una força bavaresa comandada per von Mercy va destruir un destacament francès a la batalla de Herbsthausen, abans de ser derrotat i mort per l'exèrcit de Lluís II de Borbó-Condé va derrotar l'exèrcit en la batalla de Nördlingen. Privat del suport imperial, Joan Jordi I de Saxònia va signar una treva de sis mesos amb Suècia al setembre, i al març de 1646 el tractat d'Eulenberg pel que va acordar mantenir-se neutral fins al final de la guerra.
Els francesos a Renània comandats pel vescomte de Turenne i el suecs comandats per Wrangel, que havia substituït Torstensson, van envair Baviera per separat l'estiu de 1646, i Maximilià es va desesperar per posar fi a una guerra que va ser el principal responsable d'iniciar. Els espanyols van donar a conèixer l'oferta secreta de Mazzarino d'intercanviar la Catalunya ocupada pels francesos pels Països Baixos espanyols, i els holandesos, enfadats per aquesta duplicitat, van acordar una treva amb Espanya el gener de 1647 negociant els seus propis termes de pau. En no haver aconseguit adquirir els Països Baixos a través de la diplomàcia, Mazzarino va decidir fer-ho per la força i alliberar recursos, i el 14 de març de 1647 amb la tractat d'Ulm signada amb entre França, Suècia, Baviera va renunciar a la seva aliança amb l'Imperi.
L'ofensiva francesa es va ensorrar quan les tropes de Turenne, majoritàriament alemanyes, es van amotinar i el general bavarès Johann von Werth es va negar a complir els acords d'Ulm. Encara que els amotinaments es van suprimir ràpidament, Maximilià es va sentir obligat a seguir l'exemple de Werth i al setembre va ordenar a von Bronckhorst-Gronsfeld que combines les restes de l'exèrcit de Baviera amb les tropes imperials sota von Holzappel. Superats en nombre per un exèrcit franco-suec dirigit per Wrangel i Turenne, van ser derrotats a la batalla de Zusmarshausen el maig de 1648 i von Holzappel va morir, tot i que el gruix de l'exèrcit imperial va escapar gràcies a una eficaç acció de rereguarda de Raimondo Montecuccoli, però Baviera va quedar indefensa una vegada més. Els suecs van enviar una segona força al comandament de Hans Christoff von Königsmarck per atacar Praga, apoderant-se del castell i del districte de Malá Strana al juliol. L'objectiu principal era aconseguir el major botí possible abans que acabés la guerra; no van aconseguir prendre el nucli antic però van capturar la biblioteca imperial, juntament amb tresors, inclòs el Còdex Gigas, ara a la Biblioteca Reial d'Estocolm. Quan una ofensiva espanyola a Flandes va acabar amb la derrota a la batalla de Lens l'agost de 1648, Ferran finalment va acordar els termes i el 24 d'octubre va signar la Pau de Westfàlia amb França i Suècia, posant fi a la guerra.

## Les baixes i les malalties
Tan gran va ser la devastació provocada per la guerra que s'estima la reducció de la població en els estats alemanys fou del voltant del 15%-30%. En algunes regions es varen veure molt més afectades que altres. Per exemple, Württemberg perdé tres quartes parts de la seva població durant la guerra. En el territori de Brandenburg, les pèrdues ascendiren fins a la meitat, mentre que en algunes zones es calcula que van morir dos terços de la població. La població masculina dels estats alemanys es va reduir en gairebé la meitat. La població dels territoris txecs es va reduir en un terç a causa de la guerra, les malalties, la fam i l'expulsió dels protestants txecs. Gran part de la destrucció de les vides dels civils i propietat va ser causat per la crueltat i la cobdícia de soldats mercenaris, ja que, en molts dels casos els comandants eren rics i els soldats pobres. L'exèrcit suec tot sol podria haver destruït fins a 2.000 castells, 18.000 vil·les i 1.500 ciutats a Alemanya, un terç de totes les seves ciutats. La guerra va causar greus trastorns a les economies i poblacions d'Europa central, però podria no haver fet més que aguditzar encara més els canvis que s'havien iniciat amb anterioritat.
Diversos tipus d'epidèmies feien estralls entre els combatents i els civils a Alemanya i a les terres del voltant des de 1618 fins a 1648. Moltes de les característiques de la guerra propagaven les malalties. Entre aquests s'inclouen els moviments de tropes, l'arribada de soldats de països estrangers, i el canvi d'ubicació dels fronts de batalla. A més, el desplaçament de la població civil i l'amuntegament dels refugiats a les ciutats va incrementar les malalties i la fam. La informació sobre nombroses epidèmies es troba en les cròniques, així com als registres parroquials i fiscals, que sovint són incomplets i poden ser exagerats. Les cròniques mostren que les epidèmies no són una condició exclusiva de la guerra, sinó que també van estar presents a moltes parts d'Alemanya des de diverses dècades abans de 1618.
Tanmateix, quan els exèrcits imperials i danès es va reunir a Saxònia i Turíngia el 1625 i 1626, les malalties i les infeccions en les comunitats locals augmentaren. En les cròniques locals que es fa referència en repetides ocasions a la "malaltia principal", "malaltia hongaresa", i una malaltia "tacada" identificada com el tifus. Després de la guerra de Màntua, entre França i els Habsburg a Itàlia, la meitat septentrional de la península italiana es trobà enmig d'una epidèmia de pesta bubònica. Durant el fallit setge de Nuremberg, el 1632, els civils i soldats en els exèrcits imperials i suecs sucumbiren a la febre tifoide i l'escorbut. Dos anys més tard, quan l'exèrcit imperial persegueix els suecs derrotats al sud-oest d'Alemanya, les morts per epidèmies són alts al llarg del riu Rin. La pesta bubònica va continuar sent un factor clau de la guerra. A partir de 1634, Dresden, Múnic, i altres comunitats més petites, com Oberammergau registren un gran nombre de víctimes de la pesta. En les últimes dècades de la guerra, tant el tifus com la disenteria s'han convertit en endèmiques a Alemanya.

## La Pau de Westfàlia

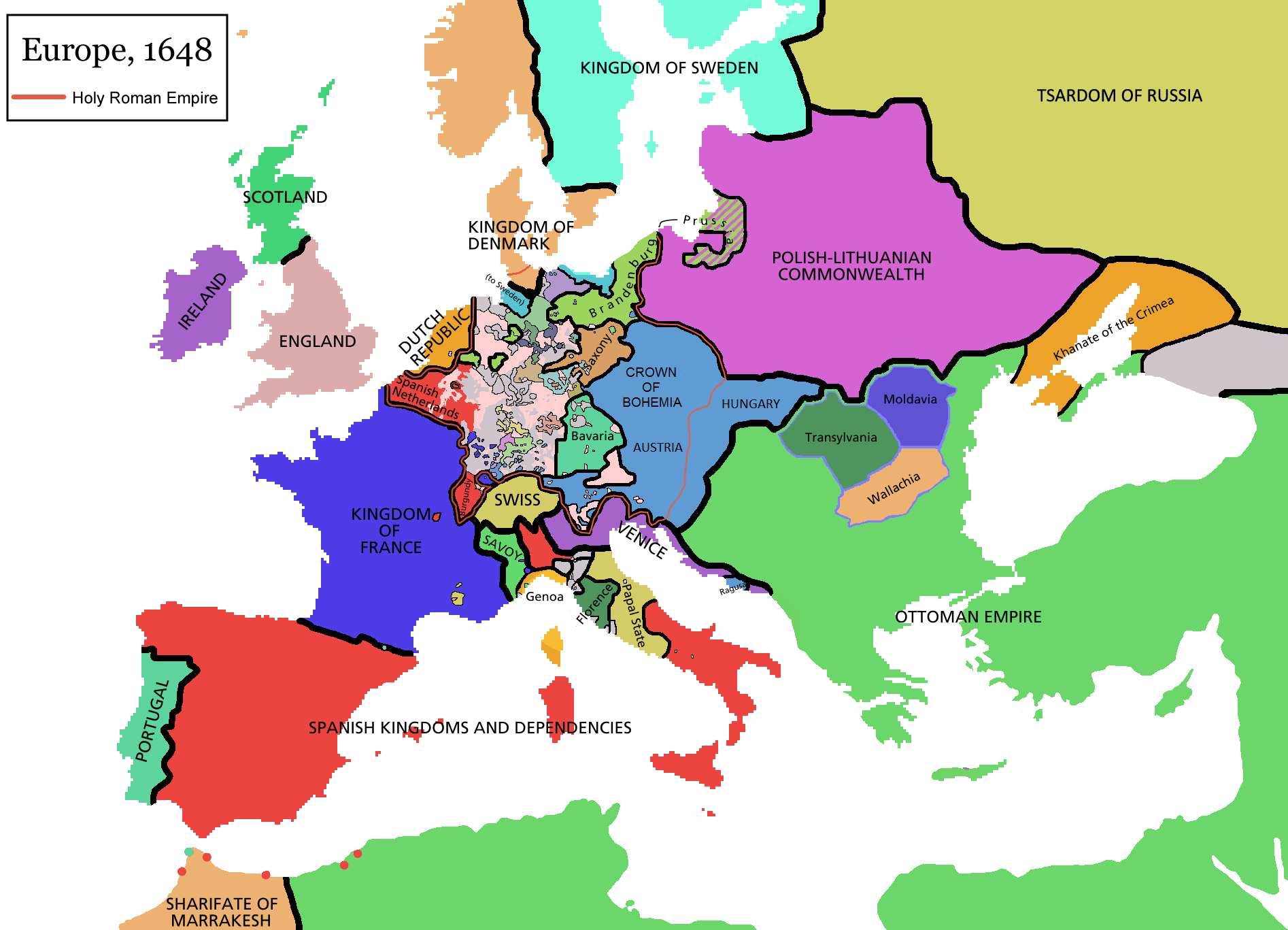
Mapa d'Europa de 1648, després de la Pau de Westfalia.

La Pau de Westfàlia, signada a Münster el 1648 va posar fi a la guerra dels Trenta Anys i va comportar que l'imperi patís importants pèrdues territorials i el reconeixement de la independència de les Províncies Unides per part de la monarquia hispànica després d'una intensa activitat diplomàtica, que junt amb Portugal van aprofitar la guerra per declarar-se independents. L'Antiga Confederació Suïssa era reconeguda com a nació plenament independent tot i que ja estaven fora de la legislació imperial pel tractat de Basilea de 1499 que va cloure la guerra de Suàbia. Els Tres Bisbats, efectivament sota control francès des de 1552, foren oficialment cedits a França, juntament amb el Sundgau i el Breisach i la supremacia sobre la Decàpolis alsaciana de la línia cadet tirolesa dels Habsburg. Suècia guanyava la Pomerània Occidental, Wismar, Bremen i Verden i un vot a la Dieta Imperial. Brandenburg-Prússia rebia la Pomerània Oriental, els bisbats secularitzats de Halberstadt i Minden i el dret de successió del també secularitzat Arquebisbat de Magdeburg. Baviera va conservar la seva dignitat electoral que havia guanyat a l'inici de la guerra, creant-se un nou (el vuitè) estament electoral que escollia el Sacre Emperador Romà.
El poder de l'emperador es trencava, l'intent de Ferran de governar el Sacre Imperi Romanogermànic segons l'absolutisme va fracassar i es va posar fi a la dominació secular de l'Imperi sobre tot el cristianisme, però l'imperi i l'oficina imperial van continuar sent importants tot i que l'estat nació passava a ser el nivell més alt de govern sense estar subordinat a cap altre. A partir d'ara les institucions de l'imperi estarien ocupades a parts iguals per catòlics i protestants i els estaments imperials podien fer valer drets considerables. Els territoris més grans es van beneficiar més de les noves regulacions, entre les que estaven que els estats van rebre el dret a formar aliances amb potències estrangeres sempre que no fos contra l'emperador o l'imperi, i determinar una altra vegada el protestantisme com la religió oficial de les seves terres, tot i que es va sancionar la implementació de la Contrareforma als països centrals de Ferran i es donava reconeixement legal als calvinistes. Tres noves grans potències internacionals sorgiren d'aquesta pau: l'imperi Suec, les Províncies Unides Holandeses i el regne de França, tot i que el temps de Suècia com a gran potència seria breu.

## Conseqüències de la guerra
Aproximadament 8.000.000 persones van morir a conseqüència de la violència, la fam i la malaltia en el que es considera com la guerra religiosa europea més mortal. Les conseqüències demogràfiques d'aquesta guerra suposen una davallada important de la població entre un 15% i un 20% tot i que algunes zones com per exemple la zona del Rin, Alsàcia, Lorena, Frankfurt o Gutenberg va baixar fins a un 50%. Per exemple Berlín passa de tenir 12 000 habitants a uns 7000.
El comerç desapareix a causa dels constants saqueigs durant la guerra, hi ha pobles han estat saquejats fins a 18 vegades, fet que agreujarà en bona part la crisi europea del segle xvii. La destrucció d'Alemanya per la zona del Rin i el nord. Viena serà una altra de les ciutats afectades, provocarà que de 3.000 explotacions agrícoles que havia en el nord d'Alemanya al final de la guerra en quedin 265, provocant fam entre la població.
La desaparició de molts camperols en la zona de Bohèmia, Pomerània i Brandenburg farà que els senyors tornin a apoderar-se d'una sèrie de terres que estaven en mans dels camperols provocant així una nova supeditació de la pagesia al senyor. Aquesta segona servitud es farà molt més intensa en la zona de Bohèmia.
El final de la guerra va propiciar l'aparició del Grand Tour, un viatge de diversió i instrucció per Europa que realitzaven principalment els joves de classe mitjana alta per acabar la seva formació i seria l'inici del turisme.

## Conseqüències de la guerra a Catalunya
El Regne de Castella, que s'alineà amb l'Arxiducat d'Àustria contra el Regne de França, ocasionà tota una sèrie d'exigències del rei i del seu conseller Gaspar de Guzmán y Pimentel, Comte-duc d'Olivares respecte als catalans: que col·laboressin amb diners i amb homes en una guerra que en res no afectava el Principat de Catalunya i en la que s'ataca Leucata, es revolta Palafrugell el 1638, s'assetja Salses, que és conquerida pels francesos i reconquerida el 1640 pels catalans.
Les Constitucions de Catalunya, que el mateix rei havia jurat, garantien el dret dels catalans que l'assistència al rei es faria lliurement, mai per imposició. La Generalitat es va veure sotmesa a tota mena de pressions en la persona del seu president, Pau Claris, i del representant del braç militar, Francesc de Tamarit, que fou empresonat. Tot això donà lloc a la guerra que a Catalunya és coneguda com a guerra dels Segadors (1640-1652) que acabà amb el Tractat dels Pirineus de 1659, i que suposà que la part de Catalunya coneguda actualment com a Catalunya Nord o, també, Catalunya del Nord passés a sobirania del Regne de França.

## Fites principals
- 1630-1635.-Període suec
  - 1630 (6/7).-Desembarcament de Gustau Adolf I, a Usedom
  - (agost).-Dieta electoral a Ratisbona. Ferran II és obligat per Maximilià I a destituir en Wallenstein
  - (25/12).-Victòria de Gustau Adolf II sobre l'exèrcit imperial a Pomerània
  - 1631 (13/4).-Els suecs saquegen Frankfurt de l'Oder
  - (25/5).-Ocupació saqueig i destrucció de Magdeburg, ciutat protestant, per Joan t'Serclaes de Tilly
  - (Setembre).-Joan Jordi I de Saxònia s'alia amb Gustau Adolf I
  - (16/9).-Leipzig es rendeix a Tilly
  - (17/9).-Gustau Adolf I derrota en Tilly a Breitenfeld
  - (15/11).-Les tropes saxones ocupen Praga
  - (18/11).-Els suecs prenent la fortalesa de Marienberg (Würzburg). El rei estableix la seva caserna d'hivern a Magúncia
  - (15/12).-Wallenstein pren a títol provisional l'alt comandament de l'exèrcit imperial
  - 1632 (13/4).-Wallenstein, definitivament reconegut com a cap
  - (15/4).-Victòria de Gustau Adolf I a Rain. Tilly, ferit
  - (24/4).-Gustau Adolf I entra a Augsburg
  - (30/4).-Mort d'en Tilly a Ingolstadt
  - (17/5).-Els suecs entren a Munic** (25/5).-Wallenstein recupera Praga
  - (Jul./set.).- Gustau Adolf I i Wallenstein convergeixen vers Nuremberg
  - (3/9).-Gustau Adolf I s'apresta aprendre per assaltar les posicions imperials. Fracassa contínuament
  - (18/9).-Després d'alguns oferiments de pau, Gustau Adolf I es dirigeix envers el Sud. Wallenstein penetra en la Saxònia.
  - (18/10).-Els suecs, cridats pel rei de Saxònia, comencen la persecució de Wallenstein
  - (1/11).- Presa de Leipzig per Wallenstein
  - (16/11).-Batalla de Lützen: victòria sueca, però mort del rei Gustau Adolf I
  - (29/11).- Mort de Frederic V del Palatinat
  - 1633 (23/4).-Axel Oxenstierna conclou l'aliança de Heibronn amb els protestants del sud d'Alemanya
  - (7/6).-Wallenstein conclou un armistici amb Arnim
  - (2/7).-Wallenstein denuncia l'armistici** (11/10).-Victòria de Wallenstein sobre les tropes saxones de Thurn a Steinau Silèsia
  - (14/11).-Bernhard de Weimar, aliat dels suecs, presa de Ratisbona** 1634 (18/2).-Destitució de Wallenstein per alta traïció.
  - (25/2).-Assassinat de Wallenstein a Eger
  - 1634 (26/7).-Ratisbona, recuperada pels imperials
  - (5 i 6/9).-L'exèrcit espanyol i imperial, reunit i dirigit pel cardenal-infant Ferran i per Gal·las, desfà a l'exèrcit suec i saxó dirigit per Horn i Bernard de Weimar a Nördlingen
  - 1635 (30/5).-Joan Jordi de Saxònia signa la pau de Praga amb l'emperador
  - (27/10).-Tractat de Saint-Germain entre Richelieu i Bernard de Weimar

- 1636-1648.-Període francès
  - 1636 (18/9).-L'emperador declara la guerra França
  - (4/10).-Victòria dels suecs dirigits per Baner sobre l'exèrcit imperial i saxó a Wittstock
  - 1637 (15/2).-Mort de Ferran II del Sacre Imperi Romanogermànic. Emperador Ferran III
  - 1638 (3/3).-Bernard de Weimar venç a l'exèrcit imperial enviat en ajuda de la ciutat de Rheinfelden i ocupa aquesta plaça
  - (9/8).-Derrota a Wittenweiler
  - (17/12).- Bernard de Weimar ocupa Brisach
  - 1639 (14/4).-Baner desfà a l'exèrcit imperial i saxo a Chemnitz i entra a la Bohèmia
  - (18/7).-Mort de Bernard de Weimar a Neuenburg del Rin
  - 1640 (23/9).-Dieta de Ratisbona: possibilitat d'un compromís entre les diferents confessions
  - (1/12).-Frederic Guillem, elector de Brandenburg (el "Gran Elector")
  - 1641 (20/5).-Mort de Baner: Lennart Torstensson li succeeix
  - 1642 (14/6).-Torstensson ocupa Olmütz
  - (2/11).-Torstensson desfà als imperials a breitenfeld
  - 1643 (24/11).-Els bavaresos vencen als francesos a Tuttlingen
  - 1644.-Principi de les negociacions imperials amb França (Münster) i Suècia (Osnabrück)
  - (28/7).-Els bavaresos, dirigits per Mercy, ocupen Friburg de Brisgòvia
  - 1645 (6 i 7/3).-Torstensson venç als imperials a Jankau (Bohèmia)
  - (5/5).-Mercy desfà en Turenne a Mergentheim-Herbsthausen
  - (3/8).-Batalla indecisa d'Allerheim entre els francesos, suecs i Hesse, per una banda, i els imperials, dirigits per Mercy per l'altra. Mort de Mercy
  - (6/9).-Armistici de Joan Jordi de Saxònia amb Suècia
  - 1647 (14/3).-Maximilià de Baviera conclou l'armistici amb França a Ulm
  - 1648 (5/8).-Els suecs, dirigits per Königsmark, prenen el Hradschi de Praga
  - (24/10).-Pau de Westfalia entre l'Imperi i França (Münster) i Suècia (Osnabrück). Fi de la guerra dels Trenta Anys.[70]